# Émile Gagnan
Émile Gagnan, né le 11 décembre 1900 à Saint-Jean-de-Losne (Côte-d'Or) et mort le 27 avril 1984 dans le 15e arrondissement de Paris,, est un ingénieur français spécialisé dans les gaz. Il est notamment connu pour avoir été le co-inventeur, avec Jacques-Yves Cousteau, du détendeur à la demande que l'on appelle « scaphandre autonome » ou « détendeur », tout simplement. Dans le monde anglophone cette invention est connue sous le nom de regulator (qui se traduit littéralement par 'détendeur') mais aussi sous le nom de Aqualung (« poumon aquatique » en anglais), nom inventé par Gagnan et Cousteau eux-mêmes à des fins de commercialisation.

## Gagnan et l'invention du scaphandre autonome moderne
Gagnan obtint son diplôme d'ingénieur au début des années 1920 et fut admis ensuite au sein de la société Air liquide, à Paris. Au début de la guerre il obtint de la société Piel un « régulateur Rouquayrol-Denayrouze », destiné à équilibrer la pression d'air de la réserve d'air comprimé d'un plongeur avec la pression de l'eau environnante et dont le brevet datait de 1864. L'invention du détendeur existait donc déjà mais l'appareil Rouquayrol-Denayrouze était encore trop volumineux et était mal adapté aux bouteilles de gaz comprimés des années 1940 dont les valves étaient plus sûres, dont la capacité de compression de l'air avait augmenté depuis 1864 et dont le prix avait fortement baissé depuis 1925, en conséquence de l'augmentation des ventes de butane et de propane.
Mais pendant l'occupation allemande, à Paris, Gagnan ne songeait pas à la plongée et adapta son régulateur Rouquayrol-Denayrouze à l'alimentation des moteurs fonctionnant au gaz, car l'occupant réquisitionnait toute l'essence et la pénurie de carburant se faisait ressentir très durement. Il déposa à cette fin le brevet de son propre détendeur, miniaturisation du détendeur de Rouquayrol et de Denayrouze fabriquée en bakélite. À cette époque le patron de Gagnan était Henri Melchior, ancien amiral de la Marine nationale devenu directeur de la société Air liquide. La fille de Melchior était Simone Melchior, épouse de Jacques-Yves Cousteau, un enseigne de vaisseau qui depuis sa rencontre avec le Capitaine de Corvette Philippe Tailliez, cherchait à perfectionner l'appareil autonome de plongée sous-marine inventé par le Commandant Yves Le Prieur. Lorsque Melchior prit connaissance de l'invention de Gagnan, il en parla immédiatement à son gendre, Cousteau, et les deux hommes se rencontrèrent à Paris en décembre 1942. L'année suivante, avec les quelques modifications que Cousteau suggéra, le détendeur de Gagnan s'avéra adapté à la plongée sous-marine. Les participants au premier essai en mer (le 4 juillet 1943 à la plage du Barry, à Bandol, dans le Var) furent Frédéric Dumas et Cousteau.
Le détendeur  « Rouquayrol-Denayrouze » fonctionnait déjà "à la demande", mais son utilisation restait limitée en profondeur et autonomie.
Le détendeur « Le Prieur » jouissait d'une plus grande autonomie mais ne fonctionnait pas "à la demande": l'air était libéré à débit constant par une valve manuelle que le plongeur devait régler lui-même selon ses besoins, sans pouvoir éviter une perte importante d'air comprimé pendant la durée de ses expirations. 
Le détendeur « Cousteau-Gagnan » fonctionnait automatiquement et "à la demande" : l'aspiration de l'air par l'embout buccal du plongeur ouvre automatiquement la valve retenant l'air comprimé, puis l'expiration la referme, ainsi précieusement conservé sous pression dans la réserve sans perte d'air pendant la durée des expirations du plongeur, il était plus léger, et alimenté par des réserves d'air comprimé plus importantes que le plongeur portait sur le dos, ce qui libérait entièrement ses deux mains.

## Commercialisation de l'invention
Cousteau et Gagnan brevetèrent leur invention en 1945 (une fois la guerre terminée) sous les noms de « Scaphandre Cousteau-Gagnan », « CG45 » (pour Cousteau-Gagnan 1945) et « Aqualung », pour l'exportation. La commercialisation elle-même débuta l'année suivante, en 1946 lorsque Cousteau et Gagnan fondèrent une division d'Air liquide destinée à tel effet : la Spirotechnique. La Spirotechnique a pris de nos jours le nom du produit qu'elle vendait à ses débuts, Aqua Lung, et se fait appeler Technisub dans sa filiale italienne.
En 1947 Émile Gagnan et sa famille quittèrent Paris pour Montréal (au Canada) où Gagnan rejoignit « Air liquide Canada », en développant de nombreux nouveaux modèles de détendeur. Il mourut en 1984 et reçut en 2002, à titre posthume, le prix NOGI (New Orleans Grand Isle) pour service distingué (distinguished service), décerné par la AUAS (Academy of Underwater Arts and Sciences). Son épouse est morte en 1994.